# Catecismo de San Pío X

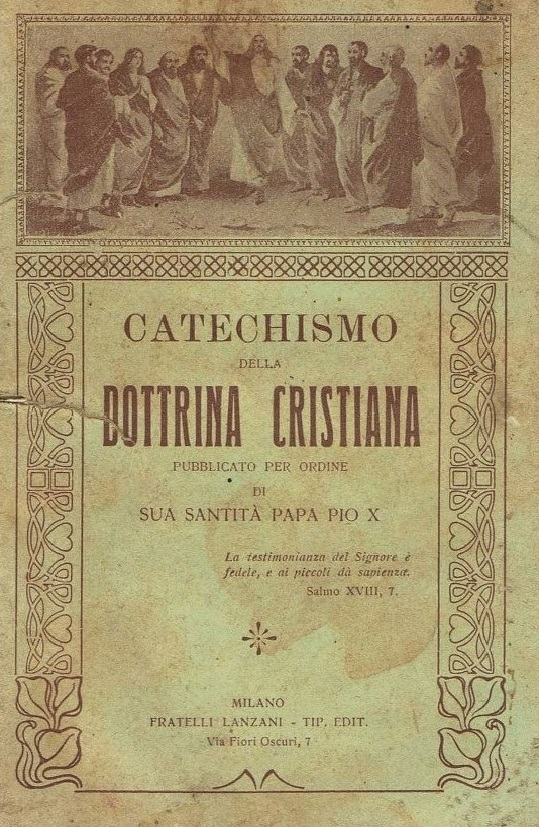
Catechismo della Dottrina Cristiana.

El Catecismo de San Pío X es un breve y sencillo catecismo, escrito por el Papa San Pío X cuya primera edición data de 1905, con el importante objetivo de popularizar la enseñanza del Catecismo en la Iglesia católica y así hacer que los católicos conozcan su fe y doctrina frente a lo que Pío X llama "la amenazante difusión de errores en los fatídicos tiempos modernos".

## Historia y Características
Este catecismo, publicado inicialmente en italiano, adopta el clásico método dialógico de preguntas y respuestas para exponer lo esencial de la doctrina católica, fortaleciendo por eso un conocimiento teológico básico para todos los católicos. Este método, aliado a su "lenguaje claro y conciso", fue por eso mucho más adecuado para la formación de los jóvenes y adultos católicos que el Catecismo Romano (tenía también la función de resumir el Catecismo Romano, que fue un producto importante del Concilio de Trento). Supone este Catecismo una síntesis de otro Catecismo que escribió durante el Congreso Catequístico Nacional celebrado en Piacenza en 1889 cuando aún era el Obispo de Mantua. Ya en la Cátedra de San Pedro después de dos años, fue expuesto como una disciplina con la encíclica Acerbo Nimis y solicitada para la diócesis de Roma y que más tarde fue adoptado en toda la península itálica.
Ha recibido diferentes nombres este Catecismo, desde la canonización de Pío X por Pío XII en 1954, principalmente se le conoce como Catecismo de San Pío X. Hasta ese momento, su título original es Catecismo Mayor Compendio de la Doctrina Cristiana, más conocido como Catecismo Mayor en 1905 y como Catecismo de la Doctrina Cristiana desde la edición de 1912. En la edición de 1905, el Catecismo contaba con 993 preguntas y respuestas, mientras que en 1912 fue abreviado y corregido contando con 433 preguntas y respuestas además de publicarse con una carta adjunta escrita en términos solemnes , que le daba mayor autoridad y que según el Papa tenía ventajas sobre la anterior edición.
Entre algunas diferencias de las ediciones, por ejemplo, en la de 1912 se específica de forma escueta y rotunda que el Papa es infalible siempre que públicamente hable de doctrina incluso en el Magisterio Ordinario, sin dejar cabida a cualquier otra interpretación.
Catecismo Mayor:

199. ¿Cuándo el Papa es infalible?
R. El Papa es infalible así pues solamente, en su cualidad de Pastor y Maestro de todos los Cristianos, en virtud de su Suprema Autoridad Apostólica, define una Doctrina sobre Fe y costumbres que debe guardarse por toda la Iglesia.

Catecismo de la Doctrina Cristiana:

116. ¿Cuándo el Papa es infalible?
R. El Papa, por sí solo, no puede errar cuando enseña verdades reveladas por Dios, o sea, es infalible cuando, como Pastor y Maestro de todos los Cristianos, define Doctrinas acerca de la Fe y de las costumbres.

Se distinguen varios Catecismos en función a las clases que vayan dirigidas, ya sea a niños o a adultos. Una edición reducida se imprimió con el título Primeros elementos de la Doctrina Cristiana dedicado especialmente a los niños, que contenía menos preguntas (por ello mismo se le llama también Catecismo Breve) y en ocasiones iba acompañado de ilustraciones impactantes para que puedan recordarse con mayor facilidad. Normalmente se hacían preguntas y respuestas para memorizar durante la catequesis.
En 1956 se escribió un manual para una mayor comprensión del Catecismo, Explicación del Catecismo de San Pío X, útil como guía para los catequistas o para la formación doctrinal de personas de todas las edades.

## Estructura
El Catecismo de San Pío X, según la edición, se estructura de diferentes maneras.
CATECISMO MAYOR
Al Cardenal Pietro Respighi, Nuestro Vicario General (1905).
.Introducción - donde está expuestas las principales oraciones y fórmulas de doctrina católica
. Lección Preliminar: De la Doctrina Cristiana y sus partes principales:
Primera Parte: Del Símbolo de los Apóstoles, llamado vulgarmente el Credo;
Segunda Parte: De la Oración;
Tercera Parte: De los Mandamientos de la Ley de Dios y de la Iglesia;
Cuarta Parte: De los Sacramentos;
Quinta Parte: De las virtudes principales y de otras cosas que el cristiano debe saber - en esta última parte, está expuesto la doctrina sobre las virtudes, el pecado, las bienaventuranzas, la Tradición apostólica (oral y escrita), las buenas obras (con particular relevancia las obras de misericordia) y los novísimos.
.Instrucción sobre las fiestas del Señor, de la Santísima Virgen y de los Santos.
Primera parte: Fiestas del Señor;
Segunda parte: De las Solemnes fiestas de la Santísima Virgen y de las fiestas de los Santos.
.Breve historia de la religión.
Principios y nociones fundamentales.
Primera parte: Resumen de la historia del Antiguo Testamento
Segunda parte: Resumen de la historia del Nuevo Testamento
Tercera parte: breves toques de historia eclesiástica
.Apéndice: Oraciones y fórmulas.
.Índice
CATECISMO DE LA DOCTRINA CRISTIANA
Carta de San Pio X al Cardenal Pietro Respighi (1912)
.Indulgencias
.Oraciones y fórmulas
.Primeras nociones de la Fe Cristiana.
.Parte I: Credo o principales verdades de la Fe Cristiana.
.Parte II: Mandamientos de Dios - Preceptos de la Iglesia - Virtud o moralidad cristiana
.Parte III: Medios de Gracia
Sección I - Sacramentos o medios productivos
Sección II - Oración o medios impetrantes
.Apéndice I: Breve historia de la Revelación Divina
.Apéndice II: Notas muy breves sobre las vacaciones del Año Eclesiástico
.Apéndice III: Advertencias a los padres y educadores cristianos
.Índice general.
CATECISMO BREVE, PRIMEROS ELEMENTOS DE LA DOCTRINA CRISTIANA
.Indulgencias
.Oraciones y fórmulas
.Principales verdades de la Fe Cristiana.
.Moralidad Cristiana
.Medios de Gracia
.Oraciones diarias
.El Santo Sacrificio de la Misa
.Oraciones para la Confesión y la Eucaristía
.Índice de materias

## Actualidad
Después del Concilio Vaticano II, el Catecismo de San Pío X generalmente cayó en desuso y fue gradualmente abandonado a favor de otros más recientes como el Catecismo de la Iglesia Católica, publicado en 1992. En los años inmediatos al concilio, se publicó un catecismo holandés que levantó una gran polémica por sus declaraciones heterodoxas.
En 2003, el entonces cardenal Joseph Ratzinger, afirmó que el Catecismo de San Pío X continúa todavía válido, porque:

la fe como tal es siempre idéntica. Por lo tanto, el Catecismo de San Pío X conserva siempre su valor. Lo que puede cambiar es la manera de transmitir los contenidos de la fe. [...] Pero eso no impide que pueda haber personas o grupos de personas que se sientan más a la voluntad con el Catecismo de San Pío X. Es preciso no olvidar que aquel Catecismo [...] era fruto de la experiencia catequética personal de Giuseppe Sarto [...]. También por eso, el Catecismo de San Pío X podrá continuar y tener en el futuro algunos amigos.

Sin embargo, Ratzinger advirtió que el nuevo Catecismo de la Iglesia Católica y el de su Compendio podían «responder de la mejor manera las exigencias de hoy».
El documento de promulgación del Catecismo de la Iglesia Católica declaró: "Este Catecismo no está destinado a sustituir los catecismos locales aprobados por las autoridades eclesiásticas, los obispos diocesanos o las Conferencias episcopales, sobre todo si han recibido la aprobación de la Sede Apostólica. Está destinado a favorecer y ayudar la redacción de los nuevos catecismos de cada nación, teniendo en cuenta las diversas situaciones y culturas, pero conservando con esmero la unidad de la fe y la fidelidad a la doctrina católica." Ejemplos de tales catecismos anteriores son los de Ripalda, Astete, Mazo y Arcos.
Hoy en día, el Catecismo de Pío X es conocido por muchos como uno de los símbolos del Catolicismo tradicionalista por su contundencia y ausencia de ambigüedad. Por ejemplo, el protestantismo es definido de la siguiente manera:

N° 129. El protestantismo o religión reformada, como orgullosamente la llaman sus fundadores, es el compendio de todas las herejías que hubo antes de él, que ha habido después y que pueden aún nacer para ruina de las almas.